# Đàn tre
Đàn tre là một loại nhạc cụ dây thủ công do Minh Tam Nguyen, một người Úc gốc Việt sáng tạo. Hiện nay, chỉ có hai bộ đàn tre với một bộ hiện do Bảo tàng Quốc gia Australia lưu giữ và một bộ còn lại đã bị thất lạc tại Việt Nam.

## Bối cảnh
Minh Tam Nguyen sinh ngày 25 tháng 11 năm 1947 tại tỉnh Bình Định, Việt Nam ngày nay. Ông đã bắt đầu tiếp xúc với guitar từ năm 13 tuổi. Sau khi chiến tranh Việt Nam bùng nổ, ông đã trở thành trung úy trong Quân lực Việt Nam Cộng hòa vào năm 1968. Đến ngày 20 tháng 3 năm 1975, trong một cuộc xung đột tại khu rừng Phú Bổn, ông đã bị quân đội của Mặt trận Dân tộc Giải phóng miền Nam Việt Nam bắt giữ, sau đó bị đưa vào các trại cải tạo.